# Anne Schierenbeck

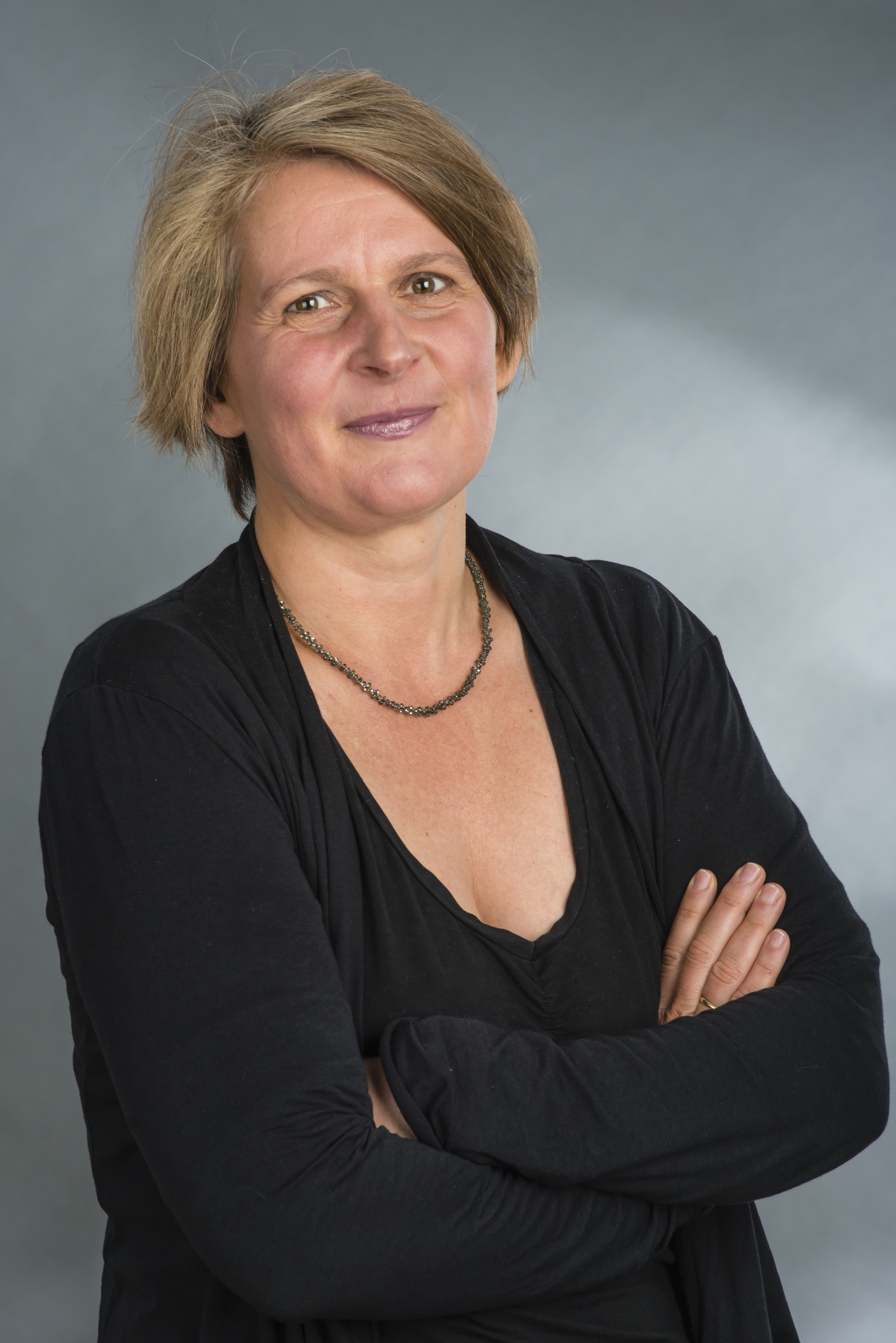
Anne Schierenbeck, 2015

Anne Schierenbeck (* 8. Dezember 1968 in Bremen) ist eine deutsche Ingenieurin und war Mitglied der Bremischen Bürgerschaft.

## Biografie

### Familie, Ausbildung und Beruf
Schierenbeck wuchs in Bremen auf und machte am dortigen Gymnasium Horn ihr Abitur. Anschließend studierte sie von 1988 bis 1994 Verfahrenstechnik bzw. Produktionstechnik an der Universität Karlsruhe (Technische Hochschule) und der Universität Bremen. 1992 absolvierte sie ein Praxissemester auf einer Forschungsstation für Solarenergie in Almería in Spanien. Sie schloss ihr Studium an der Bremer Universität mit dem Diplom ab.
Sie arbeitete als wissenschaftliche Mitarbeiterin in der Forschung in Bremen: Von 1994 bis 1995 am Zentrum für angewandte Raumfahrttechnik und Mikrogravitation (ZARM) und von 1995 bis 1999 am Institut für Umweltverfahrenstechnik. 2002 promovierte sie im Fachbereich Produktionstechnik der Universität Bremen mit einer Arbeit über die industrielle Abwasserreinigung.
Von 2001 bis 2008 war Schierenbeck für den Bund für Umwelt und Naturschutz Deutschland (BUND), Landesverband Bremen, als Energiereferentin und Bereichsleiterin Technischer Umweltschutz tätig. 2009 gründete sie in Bremen ein eigenes Ingenieurbüro mit den Schwerpunkten Energieeffizienzberatungen, Energiemanagement und Klimaschutzprojekte. 2016 wurde sie als  Hochschullehrerin an die Hochschule Osnabrück für den Bereich Energiemanagement berufen. Seit dem Sommersemester 2016 lehrt sie an der Fakultät Management, Kultur und Technik am Campus Lingen.
Sie ist verheiratet und hat drei Söhne.

### Politik
Schierenbeck engagierte sich zunächst im Arbeitskreis Energie. Sie wurde 2007 Mitglied der Bremer Grünen. Von 2008 bis 2010 war sie Beisitzerin im Landesvorstand. Seit Beginn der 18. Wahlperiode im Juni 2011 war sie Mitglied der Bremischen Bürgerschaft und energiepolitische Sprecherin der Partei.
Sie war vertreten im
Ausschuss für die Gleichstellung der Frau (stellv. Mitglied),
Betriebsausschuss Performa Nord (Mitglied),
Haushalts- und Finanzausschuss (Land) (Mitglied),
Rechnungsprüfungsausschuss (Land) (Mitglied),
Staatliche Deputation für Umwelt, Bau, Verkehr, Stadtentwicklung, Energie und Landwirtschaft (Mitglied),
Betriebsausschuss Umweltbetrieb Bremen (Mitglied),
Haushalts- und Finanzausschuss (Stadt) (Mitglied) und im
Rechnungsprüfungsausschuss (Stadt) (Mitglied).
Während der 19. Wahlperiode legte sie zu Ende Februar 2016 aufgrund ihrer Berufung als Hochschullehrerin ihr Mandat nieder. Seitdem ist sie Sprecherin der Landesarbeitsgemeinschaft Klima und Energie sowie Delegierte ihres Landesverbands in der Bundesarbeitsgemeinschaft Energie.